# Округ Бон Ом (Јужна Дакота)
Бон Ом (енгл. Bon Homme County) је округ у америчкој савезној држави Јужна Дакота.

## Демографија
По попису из 2010. године број становника је 7.070, што је 190 (-2,6%) становника мање него 2000. године.
| Група             | 2000.         | 2010.         |
| Белци             | 6.920 (95,3%) | 6.285 (88,9%) |
| Афроамериканци    | 45 (0,6%)     | 68 (1,0%)     |
| Азијати           | 6 (0,1%)      | 10 (0,1%)     |
| Хиспаноамериканци | 42 (0,6%)     | 130 (1,8%)    |
| Укупно            | 7.260         | 7.070         |